# Вакар, Яков Яковлевич (1874)
 Яков Яковлевич Вакар  (1874 — ?) — российский военный деятель; полковник Российской императорской армии (1914), генерал-майор Белой армии (1919). Участник Русско-японской, Первой мировой и Гражданской войн.
С 1911 по 1915 годы принимал активное участие в составлении 18-томной «Военной энциклопедии» и являлся автором ряда статей.

## Биография
Родился в 1874 году в семье офицера Казанского 64-го пехотного полка, в последующем генерал-майора Якова Яковлевича Вакара.
В 1892 году после окончания Сибирского кадетского корпуса и Павловского военного училища в 1893 году произведён в  подпоручики и был выпущен в Свеаборгскую крепостную артиллерию. В 1897 году произведён в поручики. В 1901 году после окончания Интендантского курса по I разряду и Николаевской военной академии по II разряду произведён в штабс-капитаны.  С 1904 года участник Русско-японской войны. В 1905 году «за отличие» произведён в капитаны, старший офицер 1-го Свеаборгского крепостного артиллерийского батальона. С 1909 года — помощник столоначальника, с 1910 года — младший интендант-приёмщик Главного интендантского управления. В 1910 году произведён в подполковники.
С 1911 года дивизионный интендант 1-й гвардейской кавалерийской дивизии. С 1911 по 1915 годы в качестве сотрудника принимал участие в составлении 18-томной «Военной энциклопедии» и являлся автором ряда статей в 3-м, 10-м, 11-м и 18-м томах этой энциклопедии. В 1914 году «за отличие» произведён в полковники. С 1914 году участник Первой мировой войны, начальник Интендантской службы 1-й армии в составе Северо-Западного фронта.
С 1918 года участник Гражданской войны в составе Донской армии в качестве полковника Генерального штаба. С 4 февраля 1919 года — начальник канцелярии Главного начальника военных снабжений Донской армии Вооружённых сил Юга России. 16 июня 1919 года Приказом Главнокомандующего ВСЮР за № 1142 произведён в генерал-майоры.

## Награды
- Орден Святой Анны 3 степени (1905 г.)
- Орден Святого Владимира 4 степени (1909 г.)
- Орден Святого Станислава 2 степени (1912 г.)
- Орден Святой Анны 2 степени с мечами (ВП 13.01.1915 г.)
- Орден Святого Владимира 3 степени (ВП 6.07.1915 г.)

## Труды
- Хроника рот крепостной и осадной артиллерии / Сост. Я. Я. Вакар. - Санкт-Петербург : Гл. арт. упр., 1908 г. — 167 с
- Справочник для дивизионных интендантов и всех лиц, соприкасающихся с войсковым хозяйством и продовольствием войск : Сост. и изд. по распоряж. Гл. интендант. упр. / Я. Я. Вакар. - Санкт-Петербург : типо-лит. П.Т. Ревина, 1911 г. — 505 с
- Раненым и больным воинам : Сб. законоположений и правил о денеж. довольствии, пособиях и пенсиях раненым и больным воин. чинам и семействам убитых, умерших от ран, без вести пропавших и умерших от болезней, получ. на войне / Я. Я. Вакар. - Петроград : тип. Тренке и Фюсно, 1915 г. — 65 с
- Военно-хозяйственный календарь на 1913 год / Сост. Я. Я. Вакар. — СПб. — 462 с.
- Военно-хозяйственный календарь на 1914 год / Сост. Я. Я. Вакар. — СПб. —  659 с.
- Военно-хозяйственный календарь на 1915 год / Сост. Я. Я. Вакар. — СПб. —  604 с.
- Военно-хозяйственный календарь на 1916 год / Сост. Я. Я. Вакар. — СПб. —  473 с.
- Военно-хозяйственный календарь на 1917 год / Сост. Я. Я. Вакар. — СПб. —  594 с[6]
- «Военная энциклопедия»:Артиллерия русская / Изд.: И. Д. Сытина. В 18 томах. Спб. Т 3. 1911 г. — с. 135—140
- «Военная энциклопедия»:Знамёна артиллерийские  / Изд.: И. Д. Сытина. В 18 томах. Спб. Т 10. 1912 г. — с. 542—543
- «Военная энциклопедия»:Казачья артиллерия / Изд.: И. Д. Сытина. В 18 томах. Спб. Т 11. 1913 г. — с. 292—293
- «Военная энциклопедия»:Первая Лейб-гвардии артиллерийская бригада / Изд.: И. Д. Сытина. В 18 томах. Спб. Т 18. 1915 г. — с. 346—347

## Семейные связи
- Жена: Ольга Константиновна урождённая Смирнова, дочь генерал-лейтенанта К. Н. Смирнова (1854—1930)

Дети:
- Яков
- Людмила